# Polizeiruf 110: Angst
Angst ist ein deutscher Kriminalfilm von Manuel Siebenmann aus dem Jahr 2001. Es ist die 233. Folge innerhalb der Filmreihe Polizeiruf 110 und der dritte Fall für die Potsdamer Kriminalhauptkommissarin Wanda Rosenbaum und den Polizeihauptmeister Horst Krause. 

## Handlung
Polizeihauptmeister Horst Krause wird gerufen, da Paul Claussen auf dem Dach einer Kirche steht und sich von dort herabstürzen will. Auch Kriminalhauptkommissarin Wanda Rosenbaum ist vor Ort und zögert nicht auf den Kirchturm zu klettern, um dem Selbstmörder ins Gewissen zu reden. Das gelingt und Claussen soll nun in eine Klinik gebracht werden, doch während der Fahrt im Krankenwagen springt er aus dem Auto und flieht. Als Krause und Rosenbaum Claussens Ehefrau aufsuchen wollen, um sie zu informieren, finden sie diese tot auf dem Küchentisch aufgebahrt. So wie es aussieht hat Claussen seine unheilbar an Leukämie erkrankte Frau erschlagen, um ihr weiteres Leid zu ersparen und wollte sich im Anschluss aus Kummer selber das Leben nehmen. Da er nun flüchtig ist, wird nach ihm gefahndet.
Claussens letzter Arbeitsplatz war im Kernkraftwerk Rheinsberg, wo er jedoch aufgrund seiner persönlichen Probleme entlassen werden musste. Nachdem Rosenbaum und Krause sich über Claussen informieren, bemerken sie dort eine angespannte Situation und vermuten, dass Claussen seinen ehemaligen Arbeitgeber erpresst. Bereits am Vortag hatte es eine unerklärliche Detonation gegeben, die mit großer Wahrscheinlichkeit von dem Gesuchten ausgelöst wurde. Da gerade ein Castor-Transport durch Brandenburg geplant ist, hat der Fall eine besondere Brisanz, denn Claussen hat nichts mehr zu verlieren und wird auf seinem Amoklauf zu einer unberechenbaren Gefahr. Rosenbaum versucht einen Kontakt zu Martin Claussen aufzubauen, da sie vermutet, dass er weiß, wo sich sein Vater versteckt hält. Doch Martin vertraut ihr nicht und trifft sich vorerst heimlich mit seinem Vater.
Parallel ist jedoch auch nicht auszuschließen, dass die Umweltaktivisten ihrerseits auch vor radikalen Mitteln nicht zurückschrecken und sich die Aktionen überschneiden und gegenseitig gefährden. Da Rosenbaums Tochter Annette zu den Atomkraftgegnern gehört, erfährt die Kommissarin, dass tatsächlich irgendetwas Illegales geplant ist. Nachdem sich der Zug mit den Castor-Behältern trotz allen Widerstandes in Bewegung setzt, wird ein unbekanntes Flugobjekt gesichtet. Ein ferngesteuertes Modell-Flugzeug attackiert den Transport und wird von den bewaffneten Organen mit einem gezielten Schuss eliminiert. Rosenbaum ist sich sicher, dass damit noch nicht alles vorbei ist. Und sie soll recht behalten. Nachdem es Krause gelungen ist, Paul Claussen ausfindig zu machen, erfahren die Ermittler von ihm, dass sein Sohn Martin zusammen mit zwei Freunden hinter der Erpressung des Kernkraftwerkes stecken. Als er seinen Sohn davon abbringen wollte, hatte sich seine Frau so aufgeregt, dass sie von ihrem Krankenlager aufgestanden war und dann benommen zu Boden stürzte, wobei sie sich selber tödlich verletzt hatte. 
Rosenbaum und Krause setzen alles daran Martin und Konrad zu finden, ehe sie Unheil anrichten können. Sie haben sich zur Tarnung mit BGS-Uniformen ausgerüstet und sind mit einem als Polizei-Fahrzeug umgespritzten Kleinbus unterwegs. Diesen stellen sie, mit einem Sprengsatz versehen, mitten auf die Gleise, um den Castor-Transport zu stoppen. Per Fernzünder wollen sie den Wagen sprengen, doch versagt ihre Technik. Ratlos müssen sie mit ansehen, wie Rosenbaum eintrifft und auch Martins Vater dabei ist. Beide stehen bedrohlich dicht an dem Kleinbus und Paul Claussen gelingt es das Auto kurzzuschließen und von den Schienen zu nehmen. Doch kurz danach detoniert der Sprengsatz und Paul Claussen stirbt vor den Augen seines Sohnes. Martin und Konrad werden danach festgenommen.

## Hintergrund
Der dritte Fall von Wanda Rosenbaum und Horst Krause wurde am 16. Dezember 2001 zur Hauptsendezeit im Ersten erstgesendet. Die Idee zu dem Film stammt von Glüsha Arslan und Thomas Wilkening, da 2001 ein Castor-Transport durch Brandenburg führte. Damit sollte das reale Geschehen mit einer fiktiven Filmgeschichte verbunden werden.

## Kritik
Rainer Tittelbach von tittelbach.tv gibt dem Film 3,5 von 6 Sternen und findet: „Leider kann die Story dieses „Polizeiruf 110“ mit der unkonventionellen Produktions-Geschichte nicht mithalten. […] Gerade weil Jutta Hoffmann als ätherisch schwebende Ermittlerin Wanda Rosenbaum so überzeugend ist, wird sie mit diesem Fall (und Film) nicht warm. Drei, vier Handlungsstränge – und jeder ist auf Großes getrimmt, auf Schicksal und politischen Kampf, auf (Selbst-)Mord und Tod(schlag). Auch der semi-dokumentarische Charakter weiß ob des bemühten Plots nur wenig zu fesseln. Angst ist – trotz einiger nachhaltiger Inszenierungsideen – die einzige nicht (ganz) gelungene von den vier Hoffmann-‚Polizeiruf‘-Episoden. Kurz darauf gab die Schauspielerin bekannt, dass sie aus der Reihe aussteigen werde.“
Die Kritiker der Fernsehzeitschrift TV Spielfilm zeigen den Daumen gerade und meinen: „Grob auf schweres Schicksal getrimmt.“